# Back to Even
Back to Even è un film del 1998 diretto da Herb Powell.

## Trama
Mitch, un operaio che lavora in una fabbrica di un boss mafioso, ha dei grossi debiti di gioco e per questo viene aiutato dal suo amico Boyle.   Ma, Mitch scopre che sia lui che il boss sono degli estorsori che rovinano la vita ai commercianti e agli imprenditori.